# 소년 메리켄사쿠
《소년 메리켄사쿠》는 2009년 2월에 개봉한 일본 영화이다. 한국에는 제13회 부천국제판타스틱영화제를 통해 7월 18일과 7월 22일 두 번 상영됐다.

## 줄거리
음반사에서 일하는 칸나는 믹시의 동영상을 통해 펑크 록 밴드 소년 메리켄사쿠를 알게된다. 음반 계약을 맺기위해 멤버들을 찾아가지만 칸나가 본 공연은 1983년에 열린 해체 공연이었다. 그러나 이미 음반사 홈페이지에 올린 영상 조회수가 10만이 넘었고 사장이 준비한 전국 투어 티켓은 매진됐다.

## 등장인물

### 소년 메리켄사쿠
- 사쿠나미 아키오 ─ 사토 코이치

50세 하루오에게 기타를 가르쳤다.
- 사쿠나미 하루오 ─ 기무라 유이치

아키오와 배다른 형제이다.
- 지미 ─ 타구치 토모로요 청년시절: 미네타 카즈노부(긴난보이즈)

보컬
- 영 ─ 미야케 히로키

42세 드럼

### 메이플 레코드 및 주변 인물
- 쿠리타 칸나 ─ 미야자키 아오이

메이플 레코드 신인발굴부에서 일하는 계약 사원이다.
- 토키타 ─ 유스케 산타마리아

메이플 레코드 사장. 자신이 속한 밴드의 음반을 발매하려고 메이플 레코드를 설립했다. 밴드는 해체했지만 현재 음반사는 대형 음반사로 성장했다.
- 마사루 ─ 카츠지 료

초밥집에서 일하는 가수가 되고 싶은 청년. 칸나의 남자친구다. 칸나가 사장에게 노래를 들려주지만 0점을 받는다.
- 테루야(TELYA) ─ 다나베 세이치

사장이 속했던 밴드의 보컬이었으다. 현재는 솔로 가수로 활동하며 메이플 레코드의 수입 80%를 벌고있다.
- 카네코 킨지 ─ 피에르 타키

소년 메리켄사쿠의 전 매니저. 현재는 테루야의 소속사 사장이다.
- GOA(Generation of Animation, 지오에이) ─ 사케록
- 칸나의 아버지 ― 아이카와 쇼

고향에서 회전 초밥집을 운영하고있다.

## 삽입곡
- 뉴욕 마라톤 / 소년 메리켄사쿠

작사: 쿠도 칸쿠로, 작곡: 미네타 카즈노부
- 안드로메다 오마에 / 테루야
- 사쿠라라라 / 마사루

작사: 쿠도 칸쿠로, 작곡: 무카이 슈토쿠

## 닫는곡
- 마못테아게타이 (작사·작곡: 마쓰토야 유미, 노래: 네라와레타 가쿠엔(무카이 슈토쿠 &  미네타 카즈노부)